# Northrop Beta
Le Northrop Beta était un monoplan monomoteur entièrement métallique à aile basse, construit aux États-Unis en 1931. Seuls deux exemplaires furent construits et ils eurent une vie assez courte, les deux avions étant perdus dans des crashes dans les trois années suivant leur premier vol.

## Historique
Conçu par Don R. Berlin (en), le Beta était un avion biplace avec un moteur à cylindres en ligne Menasco Buccaneer (en) de 160 ch (119 kW). Le premier exemplaire, enregistré sous l'immatriculation NX963Y (plus tard NC963Y) s'écrasa en Californie. Le second exemplaire, immatriculé N12214, fut construit en tant que monoplace et équipé d'un moteur en étoile Pratt & Whitney R-985 Wasp Junior de 300 ch (224 kW) et devint le premier avion de cette puissance à dépasser les 200 mph (322 km/h). Seuls deux exemplaires furent construits.
L'avion fut envoyé à la compagnie sœur Stearman Aircraft (en) à Wichita, dans le Kansas, pour y servir de démonstrateur, mais les conditions économiques du moment n'étaient pas favorables et aucun exemplaire ne fut vendu. Le démonstrateur fut vendu à un riche pilote de New York et fit un passage par Wright Field pendant sa livraison, afin de permettre aux Army Air Corps Engineers de l'examiner en profondeur, l'US Army Air Corps (USAAC) utilisant encore à l'époque des biplans devenus obsolètes.
Après n'avoir que rarement volé en 1932, l'appareil fut vendu à un nouveau propriétaire, qui le conserva à Roosevelt Field, avant qu'il ne se retourne dans un aéroport voisin. L'avion fut réparé à l'usine de Stearman à Wichita et utilisé comme plateforme d'essais expérimentaux pour divers concepts de volets avant qu'il ne s'écrase à cause d'une défaillance structurelle de ses ailes, le 4 mai 1934.

## Spécifications techniques (Beta 3D)
Caractéristiques générales
- Équipage : 1 pilote
- Longueur : 6,6 m
- Envergure : 9,75 m
- Moteur : 1   moteur à 9 cylindres en double étoile refroidis par air Pratt & Whitney R-985 Wasp Junior de 300 ch (224 kW)

 Performances 
- Vitesse maximale : 341 km/h
- Vitesse de croisière : 297 km/h